# Abborrträsket (Arvidsjaurs socken, Lappland, 727063-163391)
Abborrträsket är en sjö i Arvidsjaurs kommun i Lappland och ingår i Skellefteälvens huvudavrinningsområde. Sjön har en area på 0,506 kvadratkilometer och ligger 499,9 meter över havet. Sjön avvattnas av vattendraget Magaträskbäcken.

## Delavrinningsområde
Abborrträsket ingår i det delavrinningsområde (726918-163192) som SMHI kallar för Ovan Hungerträskbäcken. Medelhöjden är 487 meter över havet och ytan är 26,13 kvadratkilometer. Det finns inga avrinningsområden uppströms utan avrinningsområdet är högsta punkten. Magaträskbäcken som avvattnar avrinningsområdet har biflödesordning 2, vilket innebär att vattnet flödar genom totalt 2 vattendrag innan det når havet efter 179 kilometer. Avrinningsområdet består mestadels av skog (72 procent) och sankmarker (24 procent). Avrinningsområdet har 0,96 kvadratkilometer vattenytor vilket ger det en sjöprocent på 3,7 procent.